# Michaelskirche (Reichelsheim)

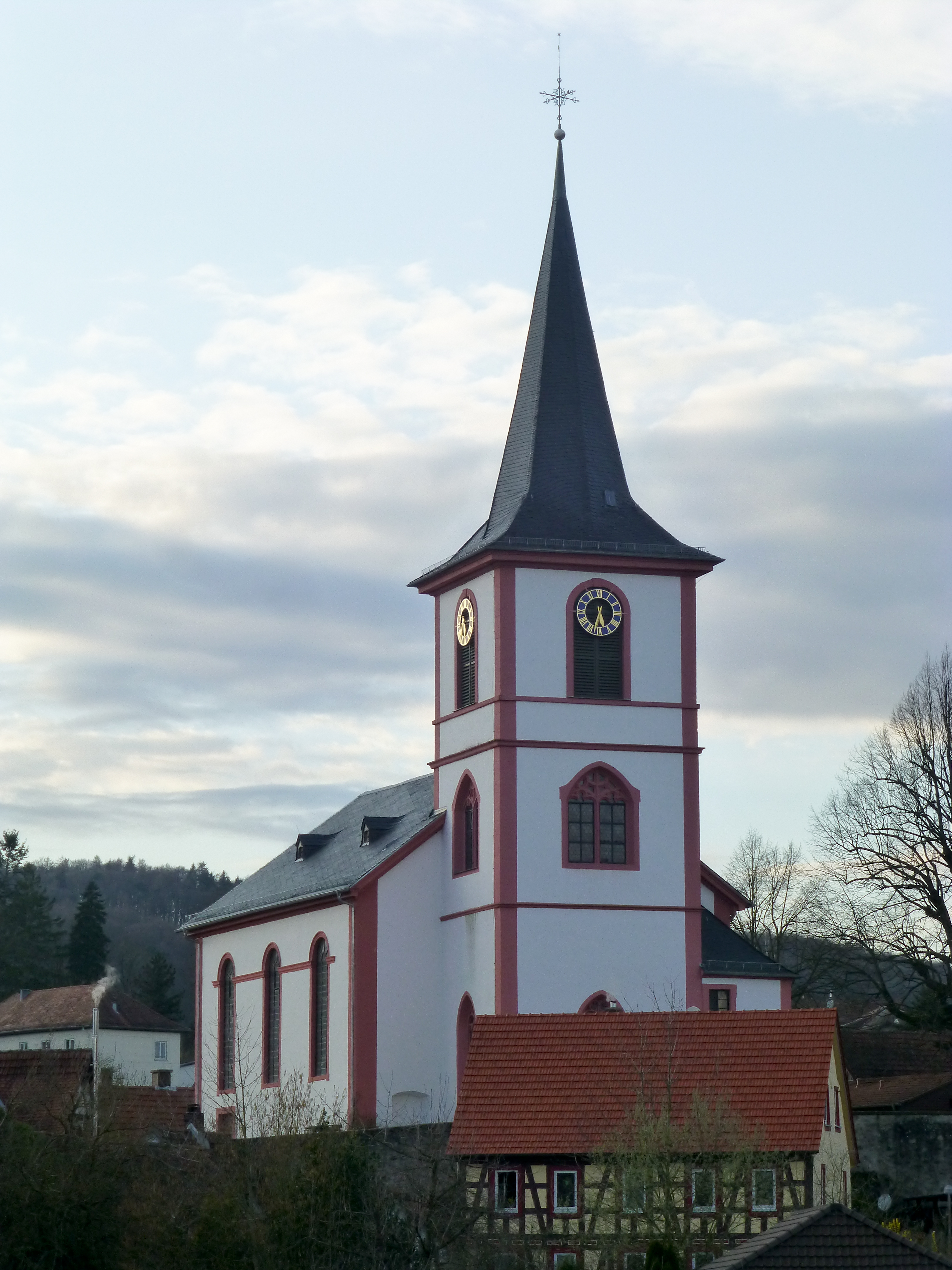
Michaelskirche in Reichelsheim

Die Evangelische Michaelskirche ist ein denkmalgeschütztes Kirchengebäude in Reichelsheim, einer Gemeinde im Odenwaldkreis in Hessen. Die Michaelisgemeinde gehört zum Dekanat Vorderer Odenwald in der Propstei Starkenburg der Evangelischen Kirche in Hessen und Nassau.

## Beschreibung
Das Mauerwerk im unteren Bereich des Chorturms stammt teilweise aus der Mitte des 13. Jahrhunderts. Er wurde in der zweiten Hälfte des 15. Jahrhunderts umgebaut. In dieser Zeit erhielt der Chor, zugleich das Erdgeschoss des Chorturms, ein Kreuzrippengewölbe. Das um 1716 gebaute oberste Geschoss des Turms, das mit einem achtseitigen, spitzen, schiefergedeckten Helm bedeckt und 1874 erneuert wurde, beherbergt die Turmuhr und hinter den Klangarkaden den Glockenstuhl, in dem sechs Kirchenglocken hängen. 1716 wurde nach einem Abriss das heutige Langhaus gebaut.
Der Innenraum ist mit einer mit Stuck verzierten Flachdecke überspannt, der 1905/06 erneuert wurde. Die Emporen an drei Seiten sind zweigeschossig. Aus der Zeit um 1716 stammen die Patronatsloge für die Grafen von Erbach und die Kanzel. Der Altar ist modern, ebenso die von der Giengener Orgelmanufaktur Gebr. Link 1964 gebaute Orgel.